# Le Point
«Ле Пуен» (фр. Le Point) — відомий французький тижневик, аналізує і надає незалежну думку про новини політики, економіки, соціальної та культурної сфер у Франції і в усьому світі. Виходить щочетверга, 51 номер на рік. Заснований 1972 року в Парижі. Належить французькому бізнесменові Француа Піно через холдингову компанію Artémis.

## Історія
Le Point був заснований у 1972 році групою журналістів, що за рік до цього покинули колектив редакції журналу L'Express. Саме вони склали ядро редакції нового журналу: Олів'є Шеврілон став генеральним директором і оглядачем, Клод Ембер зайняв крісло головного редактора, а Жак Дюкен — його заступника. Успіх новому журналу забезпечили його співробітники — досвідчені спеціалісти, які прийшли з газет і журналів, а також радіо і ТБ: журналісти П'єр Більярд, Жорж Сюфер, Анрі Траше, Роберт Франк, керівник реклами і маркетингу Філіп Рамона і керівник Мішель Брасьялі. Для створення Le Point засновники використали формулу таких інформаційних тижневиків як журнал Time(Час) та Newsweek(«Новини тижня»).
Після досить важкого початку у вересні 1972, журнал швидко став гідним конкурентом L'Express на французькому мадіаринку. Навесні того ж року компанія Hachette Group(Ашетт), на чолі з Саймоном Нора надала фінансову підтримку редакції Le Point. І Вже у 1975, завдяки збільшенню своєї аудиторії і доходів від реклами, Le Point стає прибутковим виданням. Штат редакції — 150 співробітників.
У грудні 1985 року, після відставки Олів'є Шеврілона, президентом і генеральним директором був призначений Жак Дюкен, заступник головного редактора. У 1988 році журналіст Дені Жембар, був призначений новим головним редактором. 22 січня 1994 Le Point презентує свій новий дизайн та логотип, збільшує формат. Ціна падає. Тираж неухильно зростає. Тоді ж журнал починає випуск свого першого додатку " Le Point Grandes écoles et universités ". А у жовтні наступного року запускає додаток Business Edition у співпраці з Business Week.
У грудні 1997 року, холдинг Artemis Франсуа Піно успішно співпрацює з інформаційним агентством Гавас. Гавас стає мажоритарним акціонеромLe Point.
У вересні 2000 року, Мішель Коломес був призначений головним редактором, замінивши Жана Шмітта. Франц-Олів'є Жізбер стає директором Le Point. Цю посаду він обіймає до 18 січня 2014, після чого залишає її за власним бажанням. Його місце зайняв Етьєн Жернель, який працював головним редактором журналу, з 2009 року, після виходу на пенсію Мишеля Коломеса.
У серпні 2009 року Le Point запустив новий додаток — часопис «Le Point-Grand Angle». Журнал виходить на ста сторінках один раз на два місяці. Кожний номер буде присвячений серйозній темі, якій зазвичай недостатньо приділяють увагу щоденні та тижневі видання. Перший номер був посвячений темі «Гітлер — анатомія монстра».

## Власники
Журнал декілька разів змінював власників. Після перемоги лівих у президентських виборах 1981 року, редакція Le Point боїться націоналізації видання, а отже і втрати незалежності. Вона скористалася закінченням строку контракту, підписаного з «Ашетт» в 1972 р, згідно з яким після закінчення 10 років редакція мала право знайти собі покупця за умови згоди групи на продаж. І вона залишає групу. У тому ж році журнал приєднується до компанії Gaumont, яку очолював багатий ліберал, представник сімейства великих нафтових промисловців Шлюмберже Ніколя Сейду. У 1992 Сейду продає свої акції компанії Générale Occidentale. Її материнській компанії, групі Alcatel-Alsthom, вже належить журнал L'Express. Цей незвичний зв'язок двох конкуруючих видань L'Express і Le Point призводить до їх часткового співробітництва, зокрема у сфері реклами.
У 1997 році журнал придбав французький бізнесмен Француа Піно, генеральний директор холдингової компанії Artémis і залишається його власником досі.

## Структура номера
Рубрики:
- Editoriaux — редакційні матеріали
- Le point de la semaine — актуальні новини за тиждень у сфері технологій та мережі (Tech&Net), науки (Sciences), фінансів (Votre Argent), містобудування та нерухомості (Urbanisme/immobiller)
- France — актуальні новини Франції
- En couventure
- Monde — актуальні світові новини
- Societe — аналітичні матеріали та новини з життя суспільства
- Economie — економіка
- Culture — актуальна та цікава інформація у сфері культури, зокрема новини кіно (cinema), та літератури (livres) та біографічні матеріали (prix de la biographie), .
- Tendances — огляд новин та головні тенденції у сфері харчування (gastronomie), автомобілів (auto), моди (mode) та мистецтва (march de l'art)
- Jeux — ігри, кросворди, анекдоти.

Вкладки:
- Les annonces immobieres du point — сторінки оголошень
- La selections du point communication — зв'язок
- Le postillon

## Скандали

### Скандал з Туреччиною
Використовуючи відставку турецького головнокомандувача як інформаційний привід, відомий французький щотижневий журнал Le Point став причиною нового скандалу. Журнал провів інтерв'ю з професором Шені з Французького анатолийского інституту, яке вийшло під назвою «У Туреччині існує загроза ісламістів». Незабаром після цього журнал «Le Point» написав спростування, зізнаючись у спотворенні фактів. Але турецькі медіа взялися масово друкувати першу версію. На запитання «Чи існує в країні ризик настання ісламістів?» Проф. Шені відповів: «Поза сумнівом, такого ризику немає». Але французьке видання спотворило фразу і написало «Безсумнівно, такий ризик є». Слідом за «Le Point» спотворене інтерв'ю надрукували багато турецьких ЗМІ, серед яких такі відомі агентства, як Doğan Haber Ajansı'nın (DHA), Cumhuriyet, Posta, Radikal і CNN Türk.
Жодне з турецьких видань, крім одного речення в статті агентства «Doğan Haber Ajansı», так і не написало про помилку французького видання.

### Публікації фотографії Гульнари Карімової
У 2013 році Le Point опублікував фотографію напівоголеної Гульнари Карімової — старшої доньки президента Узбекистану Іслама Карімова з однієї з публічних вечірок у 2011 році. Разом з фото журнал надрукував статтю зі скандальною назвою «Узбецька принцеса і диктатор», головна ідея якої — невідповідність способу життя Гульнари країні її походження: більшість тридцятимільйонного населення Узбекистану — мусульмани.
"Вона приймає натхненні пози, прикриває очі, томно схиляє голову, дозволяє камері знімати свої плотські губи і діаманти. Потім вона затягує свою останню пісню. Слова, позбавлені сенсу. «Де день закінчить біг, сонце знову піде … це все доля». Поруч з нею вкрай сконцентрований Жерар Депардьє. Готовий до декламації оди. І слова виходять теж вульгарні: "Пробачити тебе раніше я не міг, але зараз я тебе прощаю. І до кінця ", — так описується в статті спільний кліп Карімової і французького актора, який обіцяє їй повернутися і брати участь у зйомках її фільму про життя ченця V-го століття. «Кажуть, в обмін на гаманець з 3 млн євро», — уточнює тижневик.
У статті Le Point також називає Іслама Карімова тираном і розкриває факти зловживання Гульнарою своїм суспільним та матеріальним становищем. На думку тижневика, Гульнара має намір успадковувати трон свого батька: «тирану, якій наказав розстріляти Андижан, вже 75 років і він слабшає».
Матеріал активно обговорювався у ЗМІ та соціальних мережах по всьому світу та став приводом для багатьох скандалів та дискусій. ЗМІ Узбекистану звинуватили Le Point в упередженому ставленні до Гульнари Карімової

## Загальне керівництво
- Генеральний директор: Кирилл Дюваль
- Диретор, керівник видання: Етьєн Жернель
- Заступники генерального директора: Франсуа Клаврі та Олів'є Межо

## Редакційне керівництво
- Головний редактор: Себастьєн Ле Фоль
- Заступник головного редактора: Мішель Рішар
- Редактори: Еммануель Беретта (Франція, політика), Ромен Губерт (Світ), Патрік Боназза (Економіка), Фаб'єн Ролан-Леві (Суспільство), Крістоф Оно-ДІТ-Біо (культура), Альберт Сібег (редагування, Ipad, культура), Лоуренс Аллард (тенденції), Джером Кордельє (міста, регіональні видання).

## Спец-керівництво
- Заступник генерального директора (маркетинг та розвиток): Жан-Франсуа Хатьє
- Заступник генерального директора (техніко-виробнича та закупівельна сфери): Домінік Гонсалвес
- Фінансовий директор: Анна-Лаура Рікардо-Лаффіт
- Директор з роботи з персоналом: Жером Дабек
- Інформація та мультимедіа: Олів'є Бост